# Bankingclub
Bankingclub ist eine deutschsprachige Online- und Offline-Community. Es ist ein geschlossenes Netzwerk, das 2011 mehr als 72.000 Mitglieder hatte und eines der größten in der europäischen Bankenbranche war.

## Unternehmen
Das Unternehmen wurde im Jahr 2005 von Thorsten Hahn in Köln gegründet. Die Online-Aktivitäten auf webbasierten sozialen Netzwerken wie XING, Twitter und Facebook wuchsen schnell auf mehrere Zehntausend Mitglieder an und werden seit 2007 über die eigene Webseite bankingclub.de zusammengeführt. Thorsten Hahn war 2011 mit 35.266 Kontakten die am meisten vernetzte Person aller 10,8 Millionen Mitglieder auf der Plattform XING.
Stand 2022 hat der Club mit kostenlosen Mitgliedschaften für Mitarbeitende von Banken, Finanzdienstleistern, Fintechs und Versicherungen nach eigenen Angaben rund 3000 Mitglieder, die XING-Gruppe rund 55000 Mitglieder.
Gegen eine Gebühr können Mitglieder des Bankingclub an Veranstaltungen teilnehmen.
Zum Kerngeschäft zählen regelmäßig veranstaltete Clubabende in den größten Städten Deutschlands. Darüber hinaus veranstaltet das Unternehmen Kongresse zu den Themen Customer-Relationship-Management, Risikomanagement, Online-Marketing, Informationstechnik sowie Compliance für Banken. Zudem ist es Herausgeber des Online-Magazins Bankingnews, das gemäß den publizierten Mediadaten sechsmal jährlich mit einer Auflage von rund 13000 Exemplaren  (Stand Q1/2022) verbreitet wird.